# A Night to Remember (livro)
A Night to Remember (ou, A Tragédia do Titanic, na tradução portuguesa; Uma Noite Fatídica, na tradução brasileira) é um livro escrito por Walter Lord acerca do naufrágio do RMS Titanic a 15 de Abril de 1912. O livro foi um grande sucesso aquando da sua publicação, e é ainda hoje considerado uma fonte de referência autoritativa acerca do Titanic.
É dado a este livro a responsabilidade pela obsessão mundial sobre o Titanic — deu origem a filmes (como o filme A Night to Remember, lançado em 1958, cuja produção foi coadjuvada pelo próprio Walter Lord), inúmeros documentários, livros e outras obras, tanto artísticas como documentais.